# ليز ورث
ليز ورث هي كاتِبة وشاعرة كندية، ولدت في 19 أبريل 1982.